# Communauté de communes du Haut-Ségala
La communauté de communes du Haut-Ségala est ancienne communauté de communes française, située dans le département du Lot et la région Occitanie.

## Histoire
Elle est créée le 30 décembre 1997. 
Le 1er janvier 2015, Ladirat quitte l'intercommunalité pour rejoindre la communauté de communes Causses et vallée de la Dordogne.
Le 31 décembre 2016, elle fusionne au sein de la communauté de communes du Grand-Figeac - Haut-Ségala - Balaguier d'Olt.

## Territoire communautaire

### Composition
Elle regroupait les 11 communes suivantes :
| Nom                    | Code Insee | Gentilé          | Superficie (km2) | Population (dernière pop. légale) | Densité (hab./km2) |
| ---------------------- | ---------- | ---------------- | ---------------- | --------------------------------- | ------------------ |
| Latronquière (siège)   | 46160      | Latronquiérois   | 10,37            | 458 (2014)                        | 44                 |
| Bessonies              | 46338      | Bessoniens       | 7,41             | 88 (2014)                         | 12                 |
| Gorses                 | 46125      | Gorsais          | 35,60            | 316 (2014)                        | 8,9                |
| Labastide-du-Haut-Mont | 46135      | Haut-Montois     | 9,85             | 49 (2014)                         | 5                  |
| Lauresses              | 46161      | Lauressasois     | 23,73            | 264 (2014)                        | 11                 |
| Sabadel-Latronquière   | 46244      | Sabadelois       | 12,29            | 91 (2014)                         | 7,4                |
| Saint-Cirgues          | 46255      | Saint-Cirguois   | 32,50            | 355 (2014)                        | 11                 |
| Saint-Hilaire          | 46269      | Hilairois        | 7,93             | 74 (2014)                         | 9,3                |
| Saint-Médard-Nicourby  | 46282      | Saint-Médardains | 7,77             | 80 (2014)                         | 10                 |
| Sénaillac-Latronquière | 46302      | Sénaillacois     | 11,26            | 137 (2014)                        | 12                 |
| Terrou                 | 46314      | Terronais        | 9,94             | 177 (2014)                        | 18                 |

## Administration

### Siège
Le siège de la communauté de communes était situé à Latronquière.

### Les élus
Le conseil communautaire est composé de 30 délégués issus de chacune des communes membres, répartis comme suit :
| Nombre de délégués | Communes |
| ------------------ | --- |
| 3                  | Gorses, Latronquière, Lauresses, Saint-Cirgues                                                                                         |
| 2                  | Bessonies, Labastide-du-Haut-Mont, Ladirat, Sabadel-Latronquière, Saint-Hilaire, Saint-Médard-Nicourby, Sénaillac-Latronquière, Terrou |

### Présidence
La communauté de communes est présidée par Olivier Bonnaud.
| Période                                  | Période | Identité              | Étiquette | Qualité                   |
| ---------------------------------------- | ------- | --------------------- | --------- | ------------------------- |
| …                                        | …       | Jean-Claude Calméjane | PS        | Maire de Montet-et-Bouxal |
| 2014                                     | 2016    | Olivier Bonnaud       | FG        |                           |
| Les données manquantes sont à compléter. |         |                       |           |                           |